# U-17-Fußball-Europameisterschaft 2007
Die 25. U-17-Fußball-Europameisterschaft wurde vom 2. bis 13. Mai 2007 in Belgien ausgetragen. Deutschland konnte sich erneut für die Endrunde qualifizieren und wurde Fünfter. Der Titelverteidiger Russland und der Finalgegner Tschechien konnten sich nicht qualifizieren. Den Titel holte sich zum insgesamt siebten Mal Spanien durch einen 1:0-Sieg im Finale gegen England.

## Qualifikation
An der Qualifikation nahmen 51 Nationen teil. Belgien war als Gastgeber für die EM bereits qualifiziert. 48 Teilnehmer spielten in der ersten Runde in 12 Gruppen zu je 4 Mannschaften die 25 Teilnehmer für die Eliterunde aus, für die England, Spanien und Portugal gesetzt waren. Jedes Team musste einmal gegen alle anderen Gruppenteilnehmer spielen. Die Miniturniere fanden an einem Spielort statt. Es qualifizierten sich jeweils die beiden Gruppenbesten und der beste Gruppendritte. In der Eliterunde wurden dann in 7 Gruppen zu je 4 Mannschaften die 7 Teilnehmer für die Endrunde ermittelt, wobei sich jeweils nur der Gruppensieger qualifizierte.

## Modus
Die acht qualifizierten Mannschaften wurden auf zwei Gruppen zu je vier Mannschaften aufgeteilt. Innerhalb der Gruppen spielte jede Mannschaft einmal gegen jede andere. Die Gruppensieger und Gruppenzweiten erreichen das Halbfinale. Die Halbfinalsieger erreichen das Finale. Die ersten fünf Mannschaften qualifizierten sich für die U-17-Fußball-Weltmeisterschaft in Südkorea.

## Teilnehmer
Am Turnier nahmen folgende Mannschaften teil:
| - Frankreich - Spanien - Deutschland - Ukraine | - Niederlande - Belgien (Gastgeber) - Island - England |

### DFB-Auswahl
| Spieler                | Verein                   |
| ---------------------- | ------------------------ |
| 1 Fabian Giefer        | Bayer 04 Leverkusen      |
| 2 Markus Untch         | 1. FC Nürnberg           |
| 3 Nils Teixeira        | Bayer 04 Leverkusen      |
| 4 Marvin Pachan        | FC Schalke 04            |
| 5 Konstantin Rausch    | Hannover 96              |
| 6 Kevin Wolze          | Bolton Wanderers         |
| 7 Henning Sauerbier    | Bayer 04 Leverkusen      |
| 8 Patrick Funk         | VfB Stuttgart            |
| 9 Sascha Bigalke       | Hertha BSC               |
| 10 Toni Kroos          | FC Bayern München        |
| 11 Marvin Knoll        | Hertha BSC               |
| 12 René Vollath        | 1. FC Nürnberg           |
| 13 Kai-Bastian Evers   | Borussia Dortmund        |
| 14 Viktor Maier        | Hamburger SV             |
| 15 Tony Jantschke      | Borussia Mönchengladbach |
| 16 Dennis Dowidat      | Borussia Mönchengladbach |
| 17 Richard Sukuta-Pasu | Bayer 04 Leverkusen      |
| 18 Eric Tappiser       | Borussia Mönchengladbach |

- Trainer: Paul Schomann

## Vorrunde

### Gruppe A
| Pl. | Land        | Sp. | S | U | N | Tore    | Diff. | Punkte |
| --- | ----------- | --- | - | - | - | ------- | ----- | ------ |
| 1.  | Spanien     | 3   | 2 | 1 | 0 | 005:100 | +4    | 07     |
| 2.  | Frankreich  | 3   | 1 | 1 | 1 | 004:500 | −1    | 04     |
| 3.  | Deutschland | 3   | 1 | 1 | 1 | 003:200 | +1    | 04     |
| 4.  | Ukraine     | 3   | 0 | 1 | 2 | 003:700 | −4    | 01     |

|                      |   |             |           |
| 2. Mai 2007 um 16:00 |   |             |           |
| Frankreich           | – | Spanien     | 0:2 (0:1) |
| 2. Mai 2007 um 18:00 |   |             |           |
| Deutschland          | – | Ukraine     | 2:0 (1:0) |
| 4. Mai 2007 um 16:00 |   |             |           |
| Spanien              | – | Ukraine     | 3:1 (1:0) |
| 4. Mai 2007 um 18:30 |   |             |           |
| Frankreich           | – | Deutschland | 2:1 (0:1) |
| 7. Mai 2007 um 15:30 |   |             |           |
| Ukraine              | – | Frankreich  | 2:2 (0:1) |
| Spanien              | – | Deutschland | 0:0       |

### Gruppe B
| Pl. | Land        | Sp. | S | U | N | Tore    | Diff. | Punkte |
| --- | ----------- | --- | - | - | - | ------- | ----- | ------ |
| 1.  | England     | 3   | 2 | 1 | 0 | 007:300 | +4    | 07     |
| 2.  | Belgien     | 3   | 1 | 2 | 0 | 008:400 | +4    | 05     |
| 3.  | Niederlande | 3   | 1 | 1 | 1 | 007:600 | +1    | 04     |
| 4.  | Island      | 3   | 0 | 0 | 3 | 001:100 | −9    | 0      |

|                      |   |             |           |
| 2. Mai 2007 um 16:00 |   |             |           |
| Island               | – | England     | 0:2 (0:2) |
| 2. Mai 2007 um 18:00 |   |             |           |
| Niederlande          | – | Belgien     | 2:2 (0:1) |
| 4. Mai 2007 um 16:00 |   |             |           |
| Belgien              | – | England     | 1:1 (0:1) |
| 4. Mai 2007 um 20:15 |   |             |           |
| Niederlande          | – | Island      | 3:0 (1:0) |
| 7. Mai 2007 um 17:30 |   |             |           |
| England              | – | Niederlande | 4:2 (2:2) |
| Belgien              | – | Island      | 5:1 (1:1) |

## Finalrunde

### Spiel um Platz 5
|                           |   |             |           |
| 10. Mai 2007 um 18:00 Uhr |   |             |           |
| Deutschland               | – | Niederlande | 3:2 (1:2) |

### Halbfinale
|                           |   |            |                                 |
| 10. Mai 2007 um 17:30 Uhr |   |            |                                 |
| Spanien                   | – | Belgien    | 1:1 n. V. (1:1, 0:0), 7:6 i. E. |
| 10. Mai 2007 um 20:15 Uhr |   |            |                                 |
| England                   | – | Frankreich | 1:0 (1:0)                       |

### Finale
|                           |   |         |           |
| 13. Mai 2007 um 17:45 Uhr |   |         |           |
| Spanien                   | – | England | 1:0 (0:0) |

## Schiedsrichter
Schiedsrichter
- Alan Black
- Andrea De Marco
- Dejan Filipović
- Jan Jílek
- George Vadachkoria
- Bülent Yıldırım

Schiedsrichterassistenten
- Jan-Peter Aravirta
- Andrei Bodean
- Alan Camilleri
- Nikolai Karakolev
- Arnis Lemkins
- Radoslaw Siejka
- Magnus Sjöblom
- Zsolt Attila Szpisják

Vierte Offizielle
- Karim Saadouni
- Gaëtan Simon

## Mannschaft des Turniers
| Torhüter                | Abwehr                                                                                | Mittelfeld                                                                            | Stürmer                                                                                | Bester Spieler |
| ----------------------- | ------------------------------------------------------------------------------------- | ------------------------------------------------------------------------------------- | -------------------------------------------------------------------------------------- | -------------- |
| David de Gea Jo Coppens | David Rochela Francisco Atienza Joe Mattock Mamadou Sakho Kyrylo Petrow Nils Teixeira | Ignacio Camacho Barnola Eden Hazard Bjorn Jonsson Victor Moses Fran Mérida Toni Kroos | Bojan Krkić Nacer Barazite Rhys Murphy Damien Le Tallec Danny Rose Georginio Wijnaldum | Bojan Krkić    |